# Antonio Cassese
Antonio Cassese (Atripalda, 1º gennaio 1937 – Firenze, 22 ottobre 2011) è stato un giurista e giudice italiano, docente universitario di diritto internazionale.

## Biografia
Figlio dello storico Leopoldo Cassese, Antonio Cassese si è laureato all'Università di Pisa, come il fratello Sabino, entrambi allievi del prestigioso Collegio medico-giuridico della Scuola normale superiore (attualmente confluito nella Scuola superiore di studi universitari e di perfezionamento Sant'Anna); suo mentore negli studi di diritto internazionale fu Giuseppe Sperduti.
Docente presso l'Università degli Studi di Firenze, fra i suoi incarichi pubblici vi sono stati quello di presidente del Comitato europeo per la prevenzione della tortura e delle pene o trattamenti inumani o degradanti e di primo presidente del Tribunale penale internazionale per l'ex-Jugoslavia.
Nel 2004 Cassese viene nominato da Kofi Annan alla presidenza della Commissione Internazionale d'inchiesta dell'ONU sui crimini del conflitto del Darfur. La Commissione, presentando i risultati del proprio lavoro al Consiglio di Sicurezza delle Nazioni Unite, ottiene nel 2005 il deferimento innanzi la Corte penale internazionale degli autori del crimini del Darfur.
Il 24 marzo 2009 è stato nominato presidente del Tribunale speciale per il Libano (TSL), l'organo di giurisdizione internazionale con il compito di perseguire i responsabili di attacchi terroristici in Libano, compreso l'omicidio del premier Rafīq al-Ḥarīrī, avvenuto nel 2005.
Nel 2009 è stato insignito del Premio Erasmo. Nel 2010 l'Accademia dei Lincei gli ha assegnato il Premio Feltrinelli per le Scienze giuridiche.
Muore il 22 ottobre 2011 all'età di 74 anni.
Nel 2015 l'archivio privato di Antonio Cassese è stato depositato presso gli Archivi Storici dell'Unione Europea a Firenze.

## Antonio CasseseInitiative for Peace, Justice and Humanity
Nel 2012, un gruppo di allievi e amici di Antonio Cassese ha lanciato la Antonio Cassese Initiative for Peace, Justice and Humanity, che mira ad incoraggiare l'istruzione, la formazione professionale e la ricerca nei temi oggetto di studio da parte del professore, tra i quali il mantenimento e la costruzione della pace, la giustizia internazionale, la giustizia di transizione, i diritti umani e lo sviluppo.

## Opere principali
- Il diritto interno nel processo internazionale, Padova, CEDAM, 1962
- Il controllo internazionale: contributo alla teoria delle funzioni di organizzazione dell'ordinamento internazionale, Milano, Giuffrè, 1971
- La Giurisprudenza di diritto internazionale privato (con Roberto Barsotti ed altri), Napoli, Jovene, 1973
- La Giurisprudenza di diritto amministrativo e tributario internazionale (con Roberto Barsotti), Napoli, Jovene, 1973
- Il Presidente della Repubblica (con Lorenza Carlassare, Giuseppe Ugo Rescigno, Enzo Cheli, Giuseppe De Vergottini), Bologna, Zanichelli, 1978-1983
- La formazione delle leggi (con Sergio Bartole, Andrea Giardina, Alessandro Pace, Livio Paladin, Gustavo Zagrebelsky), Bologna, Zanichelli, 1979
- Marxismo, democrazia e diritto dei popoli: Scritti in onore di Lelio Basso (con Giuliano Amato, Lelio Basso, José Echeverrìa), Milano, FrancoAngeli, 1979
- Parliamentary control over foreign policy: Legal Essays,  Alphen aan den Rijn: Sijthoff & Noordhoff, 1980
- 1: Parliamentary foreugn affairs committees: the national setting (con Jean Pierre Cot), Padova, CEDAM, 1982
- Control of foreign policy in western democracies: a comparative study of parliamentary foreign affairs committees (con Samuel Edward Finer, R.Gardner, Donald Cameron Watt, Joseph Weiler, Jean Pierre Cot), Oceana, New York, 1982
- Il diritto internazionale nel mondo contemporaneo, Bologna, Il Mulino, 1984
- Violenza e diritto nell'era nucleare, Bari, Laterza, 1986
- The current legal regulation of the use of force, Dordrecht, M.Nijhoff, 1986
- Il caso Achille Lauro: terrorismo, politica e diritto nella comunità internazionale, Roma, Editori Riuniti, 1987
- I diritti umani nel mondo contemporaneo, Bari, Laterza, 1988
- Violence and law in the modern age, Cambridge, Polity Press, 1988
- Change and stability in International Law-Making (con Joseph Weiler), Berlino, New York, Walter De Gruyter, 1988
- International crimes of State: a critical analysis of the ILC's draft article 19 on State responsibility (con Joseph H.H.Weiler e Marina Spinedi), Berlino, W. de Gruyter, 1989
- Collected Courses of the Academy of European Law: Recueil des cours de L'académie de droit européen, Dordrecht, Martinus Nijhoff Publishers, 1992
- Umano-Disumano: commissariati e prigioni nell'Europa di oggi, Roma, Laterza, 1994
- Self-determination of peoples: a legal reappraisal, Cambridge, Cambridge University Press, 1995
- I diritti umani nel mondo contemporaneo, Bari, Laterza, 1999
- Jurisdictions nationales et crimes internationaux (con Mireille Delmas-Marty), Parigi, Presses universitaires de France, 2002
- The Rome statute of the international criminal court: a commentary (con Paola Gaeta e John R.W.D. Jones), Oxford, Oxford University Press, 2002
- International criminal law, Oxford, Oxford University Press, 2003
- Ripensare i diritti umani nel XXI secolo (con Philip Alston), Torino, Ega Editore, 2003
- International Law, seconda ed. integralmente rivista, Oxford, Oxford University Press, 2004
- Diritto internazionale, Bologna, Il Mulino, 2005
- I diritti umani oggi, Bari, Laterza, 2005
- Lineamenti di diritto internazionale penale (a cura di Salvatore Cannata), Bologna, Il Mulino, 2005